# 大獄言家
《大狱言家》是賈克·歐迪亞執導的2009年法國監獄片，由塔哈·拉辛主演。
該片獲得2009年坎城影展評審團大獎，並在凱薩獎斬獲包括最佳影片、最佳導演獎、最佳男主角獎、最佳男配角獎等九項大獎。

## 劇情
青年马利克因参与犯罪活动被判刑六年，在监狱里，他很快因自己的一半阿拉伯血统被科西嘉帮派领袖卢西亚尼注意，后者强逼马利克刺杀一名阿拉伯犯人，马利克完成了任务，在监狱生涯中得到卢西亚尼帮派的保护。
一年后监狱转移部分科西嘉犯人，卢西亚尼势力大减，视学会了科西嘉语的马利克为眼耳，不久马利克得到外出工作的机会，借助监狱中的关系，马利克涉足大麻生意，并逐渐自立门户……

## 演員
- 塔哈·拉辛 飾

## 外部連結
- 開眼電影網上《大獄言家》的資料（繁體中文）
- 豆瓣电影上《预言者》的資料 （简体中文）
- 时光网上《预言者》的資料（简体中文）
- AllMovie上的资料（英文）
- 爛番茄上的資料（英文）
- Box Office Mojo上的資料（英文）
- TCM电影资料库上的资料（英文）
- Metacritic上的資料（英文）
- 互联网电影数据库（IMDb）上的资料（英文）